# Mines d'antimoine en France
Les mines d'antimoine en France se sont multipliées sur tout le territoire hexagonal mais aussi dans les colonies au moment où les utilisations de ce métal ont pris leur essor, permettant à la France de devenir le premier producteur mondial pendant deux décennies, puis elles se sont éteintes pour la plupart au cours de l'entre-deux guerres, le premier conflit mondial ayant mis les gisements à rude épreuve.
En France métropolitaine comme en Algérie, les mines d'antimoine ont laissé une empreinte discrète car très diffuse sur la plupart des territoires, y compris dans des régions rurales isolées. La production minière cumulée française entre 1860 et 1991 est estimée à environ 130 000 tonnes, mais elle a commencé bien avant.

## L'Algérie coloniale auXIXesiècle
L'antimoine algérien est exploité dès le milieu du XIXe siècle, plus de soixante ans avant l'arrivée de la Compagnie des mines de La Lucette, qui investira à partir de 1906, grâce aux succès de ses gisements de plomb et d'or de Mayenne.
En Algérie, les gisements d'antimoine comportent de la sénarmontite, d'Henri Hureau de Senarmont (1808-1862), au Djebel Hammimat, de la valentinite au Djebel Senza tout proche, de la stibine au Djebel Taya, de la nadorite à la mine du Nador N'Baïls et de la cervantite à Aïn Kerma. 

### La Mine du Nador N'Baïls alimente les fonderies belges
La mine du Nador N'Baïls, près des vestiges de l'occupation romaine, dans le massif montagneux qui s'enfonce au sud de Guelma, est étudiée lors de la forte croissance économique mondiale des années 1850. Le potentiel est vraiment découvert en 1869 par Francis Laur, ingénieur de la Société des mines et fonderies de zinc de la Vieille-Montagne, qui tire de cette mine un zinc au début dédaigné, avant de devenir un des plus purs et des plus recherchés de la société, qui en fait un "zinc d'art excellent". Les gisements de zinc de plomb, bien qu'en fin de vie, continuent de voir leur minerai transporté par charrettes sur 15 kilomètres, jusqu'à la voie ferrée construite en 1865 vers le port d'Annaba, d'où le minerai part en Belgique vers la fonderie d'Hollogne-aux-Pierres, qui fournissait dès 1872 la totalité du "blanc de zinc" de la Société des mines et fonderies de zinc de la Vieille-Montagne. L'antimoine prendra ensuite le relais du zinc et du plomb, à grande échelle, lors de la Première Guerre mondiale.

### Découvertes au Djebel Hammimat en 1845
Des gisements sont découverts dans le Constantinois algérien le 30 juillet 1845 par Fournel, ingénieur en chef des Mines de l'Algérie et Dubocq, tous deux sur la piste de « mines de cuivre exploitées par les Romains » au sud-ouest du point culminant du djebel Sidi Rgheiss et près du Djebel Hammimat. Situé à 90 kilomètres au sud-est de Constantine et 60 kilomètres au sud de Guelma, sur le territoire des Haractas, l'ensemble borde le plateau de Sensa (appelé Djebel Sensa, ou Djebel Sanza) et la fontaine d'Aïn Babouche. 
À la Belle Époque, la mine d'antimoine du djebel Hamimat a livré aux collectionneurs des géodes de fines aiguilles de stibine, tapissées de croûtes fibreuses de kermésite, mais aussi parfois avec des sphérolites à structure hachée ou de houppes d'aiguilles de kermésite. L'ensemble est associé à de la sénarmontite, en beaux cristaux octaédriques incolores et limpides qui appartiennent à une formation postérieure.
En 1911, le gisement du Djebel Hammimat est repris par la Société des Mines de Rarbou et Sakamody, qui exploite aussi des gisements de zinc et plomb, soutenue financièrement par la banque Beer, Sondheimer et Cie, basée à Francfort.

### Le Djebel Taya, exploré en 1847, mais l'exploitation reste fragile
Les premières autorisations d'effectuer des recherches de stibine dans le Djebel Taya datent du 7 novembre 1845 et 10 octobre 1846, mais les fouilles ne commencent qu'en 1847. De 1850 à 1853, M. Dervieu, de Marseille, fut autorisé à explorer la région. Le 7 décembre 1889, puis en 1890, Antoine-Eugène Cromarias, propriétaire et ingénieur civil au Fraisse, dans la commune de Gouttières (Puy-de-Dôme) et le canton de Saint-Gervais-d'Auvergne, dans le département du Puy-de-Dôme, sollicite la concession de la mine, qu'il obtient en 1891. 
Une dizaine d’excavations sont ouvertes sur les versants nord et ouest du Djebel Taya, et l’exploitation peut commencer en 1895, mais « l’avilissement des cours des métaux a été cause de la faible extension donnée, ces temps derniers, aux travaux de la mine du Taya ».

## La France métropolitaine
De 1890 à 1908, la France, où l'antimoine est exploité depuis le XVIIIe siècle, a occupé le premier rang mondial des producteurs d’antimoine. La production minière française a vraiment pris son essor au début du XXe siècle et commença rapidement à décliner à partir de cette date pour cesser en 1935, malgré quelques brèves tentatives d’exploitations jusqu’en 1991 : Ouche (Massif central) à la fin des années 1970, Ty Gardien en Bretagne, et Les
Brouzils en Vendée.
Le massif armoricain fut la première province française avec 61 000 tonnes produites, soit près de la moitié de la production nationale, grâce au gros gisement de La Lucette, en Mayenne, qui n'a vraiment pris son essor qu'au début du XXe siècle. Ensuite vient le massif central, qui a produit environ 50 000 tonnes de ce métal à partir d’un grand nombre de mines de taille moyenne à petite, réparties en plusieurs districts, puis la Corse.

### Les gisements d'Auvergne, les plus anciens

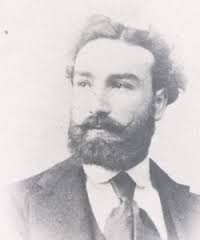
Emmanuel Chatillon, entrepreneur des mines d'antimoine d'Auvergne, qui réussit à racheter celle de son principal concurrent

En Auvergne, l'activité minière est relativement traditionnelle, diffuse et artisanale dans le district à antimoine de Blesle, Brioude et Massiac, tout autour du Cézallier cantalien, avant d'être développée par Emmanuel Basse Vitalis puis Emmanuel Chatillon au Babory-de-Blesle. La production auvergnate globale a approché 40 000 tonnes d'antimoine, sur une période extractive d'une centaine d'années (1830/1930), soit une moyenne de 400 tonnes par an. La production d'antimoine a porté le district au second rang métropolitain, juste après celui de La Lucette (Mayenne) et résultait de l'exploitation d'une trentaine de gisements filoniens. Mais 50 % de la production provenaient en fait de six sites miniers principaux : Mine d'antimoine d'Ouche, les Mines d'antimoine de La Bessade, la Mine d’antimoine d'Anzat-le-Luguet, Le Fraisse et La Chassagne, Auliac. Parmi les autres sites productifs, la Mine d'antimoine de Conche, la Mine d'antimoine de Dahu à Lubilhac, Luzer, Le Breuil, Terret, Marmaissat et Codracot.
La Mine d'antimoine de Dahu à Lubilhac été exploitée dès le XVIIe, en 1640, en Haute-Loire. En 1760, la comtesse de Brion fait exploiter artisanalement une mine à Ouche. En 1786, les sieurs Thomas et Tixier y sollicitent une demande d’exploitation, mais sans succès. Entre 1780 et 1810, les géologues régionaux identifièrent les principaux filons. 
Dans premier tiers XIXe siècle, une fièvre minière s’empare de la région du Cézallier et des vallées qui le traversent ou l'enserrent, en raison de  l’essor de l’industrie mécanique. La Mine d’antimoine d'Anzat-le-Luguet est découverte en 1814 par Jean d'Auzat Bertier, qui quatre ans plus tôt avait fait une demande de concession pour la Mine d'antimoine d'Ouche, toute proche. Cette dernière lui est accordée en 1826 alors qu'il a déjà  a obtenu en 1821 celle d'Anzat-le-Luguet, à quelques kilomètres,.
Toujours sur les hauts alpages d'Anzat-le-Luguet, est accordée en 1837 une concession d’exploitation à la Mine d'argent et d'arsenic du Bosberty, rapidement dotée d'une petite usine, pour traiter trois mille quintaux de minerais d’arsenic en trois ans.  
Plus au sud, le filon d'antimoine de la mine d'antimoine d'Ouche est exploité de 1838 à 1851, grâce à la construction proche d’un four à liquidation, puis en 1869-1872. En 1881, cette mine est louée pour dix ans au Comptoir des mines d’antimoine d’Auvergne, connu sous le nom de "Société anglaise"
.
Dans les années 1880, Emmanuel Basse Vitalis achète au comte de Mourgue le château de La Fage à Saint-Étienne-sur-Blesle puis se lance dans l’antimoine. Emmanuel Chatillon, industriel à Brioude, vient le concurrencer en créant en 1886 une autre fonderie d'antimoine, forte du dépôt deux ans plus tard d'un nouveau brevet d'affinage par "grillage volatilisant" permettant de traiter les minerais pauvres, très nombreux dans la vallée de la Sianne.
Emmanuel Basse Vitalis se défend en acquérant plusieurs concessions, dont l’importante mine d'antimoine de Pressac, découverte en 1893, qu'il équipe d'une fonderie. Nichée dans les gorges de l’Alagnon, au "Babory de Blesle, sur les confins du massif du Cézallier, l'usine est idéalement située, au confluent de la petite vallée de la Sianne et ses gisements d'antimoine.
Pour alimenter son usine en matière première, Emmanuel Chatillon obtint pour sa part la concession de la mine d'antimoine de Conche (Cantal), le 20 avril 1893, mais aussi de celles de Massiac, Brioude, La Bessade, Lubilhac et de la mine d'antimoine d'Ouche, près de Massiac, à la confluence du ruisseau Bussac et de l'Alagnon. 
Dans les années suivantes, les deux mineurs auvergnats subiront la concurrence du gisement de La Lucette, en pleine expansion. Devenu propriétaire de ses propres installations minières en 1898, Emmanuel Chatillon lance en 1907 la construction de l’usine du "Babory de Blesle, qu'il appelle "la Fonderie d'antimoine d'Auvergne", après avoir vendu deux ans plus tôt la mine d'antimoine de Conche, afin de se procurer les fonds.
Ensuite, lors de la guerre russo-japonaise de 1904 et 1905, qui fait grimper les cours de l’antimoine, utilisé pour durcir le plomb consommé dans les armements, Emmanuel Basse Vitalis tient à respecter les termes d'un contrat de livraison, ce qui accroît ses difficultés financières. Juste avant la Première Guerre mondiale, il doit céder ses mines à son concurrent direct, Emmanuel Chatillon.
La production auvergnate fut interrompue brutalement par la crise de 1929, qui a provoqué l'effondrement des cours. Seule la mine d'Ouche a fonctionné épisodiquement ensuite, avant de fermer définitivement en 1960.

### La Corse vers le milieu duXIXesiècle
L'histoire des mines d'antimoine corses a débuté bien avant la création de la Compagnie des mines de La Lucette, qui deviendra plus tard un opérateur d'une petite partie de ces mines. Les trois sites miniers sont situés le long du Cap Corse. Aux mines d'antimoine de Meria, comme celle d'Ersa et à la mine d'antimoine de Luri, la découverte d’antimoine date d'une période très ancienne. Les indices sont déjà indiqués dans le plan terrier dès la fin du XVIIIe siècle, quand règne une ferveur pour la recherche et l’exploitation des minerais, dans toute la Corse.
Le gisement de Luri (Castello, Spergane) a extrait 3 400 tonnes à partir de 1863. Celui de Méria (Vallone, San Martino), plus grand, a permis d'extraire 5 600 tonnes en 1858 - 1864; 1878 - 1913. 
Une troisième concession minière a été institué par le décret du 9 août 1851 sur le territoire de la commune d'Ersa, pour les mines d'antimoine d'Ersa, de tradition ancienne mais confrontée à des dissensions entre concessionnaires et qui n'ont produit que 2 000 tonnes. La mine de Luri (district du Cap Corse) contiendrait encore 2 000 tonnes de réserves.
En Corse, la Compagnie des mines de La Lucette a recherché de petits gisements, via sa filiale spécialisée. En 1952, elle reprend la concession des Mines d'antimoine de Meria et envisage d'exploiter de nouveaux filons, aux lieux-dits Belle Fachieri, à Luri, et San Martino à Meria, commune qui a connu une extraction d'antimoine depuis 1793, intensifiée à partir de 1855, avec les filons de Fossato, San Martino et Vallone.
La Compagnie des mines de La Lucette, créée en 1898, reprendra en 1952 la concession des mines d'antimoine de Meria et envisage d'exploiter de nouveaux filons, aux lieux-dits San Martino à Meria Belle Fachieri, à Luri.

### La Bretagne, à partir de 1892
En Bretagne, dans le département d'Ille-et-Vilaine, l'exploitation avait déjà lieu à l'initiative de la « Société des mines du Semnon », depuis 1892, à 3 km à l'ouest de Martigné-Ferchaud, sur la rive nord de la rivière Semnon. 
Pour sa part, la Compagnie des mines de La Lucette a installé au moulin du Bas-Coudray en Genest (Mayenne), un laboratoire d'étude de l'extraction et du traitement de l'antimoine. La compagnie exploita aussi un gisement d'antimoine à Kerdévot en Ergué-Gabéric (Finistère) entre 1913 et 1928. Le minerai était extrait, lavé, trié, mis en sac, puis expédié par le train de Quimper à la fonderie de Le Genest-Saint-Isle. En 1916, la société arrêta l'exploitation sur ce site et entreprit le démontage des installations, puis reprit des recherches en contrebas de Niverrot en 1927.

### Le pactole du gisement d'or et d'antimoine de Mayenne
Le gisement d’antimoine de "La Lucette", sur la commune de Genest Saint Isle, en Mayenne, a été découvert en 1891 puis exploité de 1898 à 1934 sous la direction d'un ingénieur métallurgiste, Henri Herrenschmidt. En 1898 est créée la Compagnie des mines de La Lucette, société anonyme française détenue par la banque Mirabaud et Cie,. La compagnie réussit un pic de production entre 1904 et 1914, car en 1903, la découverte que la stibine, ou sulfure d'antimoine, était fréquemment aurifère provoqua l'accélération de l'extraction, sous la direction de Pierre Theuriot, qui était jusque-là directeur de la Compagnie du Boléo, exploitant du cuivre en Basse-Californie, au Mexique. 
La Compagnie des mines de La Lucette a ainsi produit 2,7 millions de francs-or en 1909 et 10 000 à 12 000 tonnes d'antimoine. Une augmentation de capital, créé 40 000 actions, donnant droit à 44 % des bénéfices.  En 1908, les mines de la société fournissaient en produits antimoniés le quart de la production mondiale de ce métal. Sur les seules mines de la Lucette, la compagnie a extrait 1910 environ 7 600 tonnes de minerai d'antimoine et 740 kg d'or pur. La rentabilité de ces quelques années d'exception a permis de racheter d'autres mines, en Métropole et en Algérie, un peu avant et après la Première Guerre mondiale. Le gisement de Mayenne décline après la fin de celle-ci et ses mines sont abandonnées depuis 1934.

### La Vendée, dans le sillage de la Mayenne
Dans le département de la Vendée, également situé en région Pays de la Loire. L'exploitation minière a eu lieu sur la commune de Rochetrejoux, à plus grande échelle à partir de 1906 et a permis d'extraire plus de 16 000 tonnes. L'importance du gisement amène à forer dès 1907 un puits d'exploitation, le « Puits Neuf », jouxté d'une fonderie, qui va employer jusqu'à 160 salariés. Une course à pied sous forme de semi-marathon en trois boucles, baptisée les « Foulées de l'antimoine », entretient ce souvenir. L’essentiel des autres ressources est porté par le gisement des Brouzils, découvert et développé dans le cadre de l'Inventaire minier national, avec une ressource de 9 250 tonnes à teneur de 6,7 %, incluant 4 800 tonnes de réserves prouvées.

## L'Algérie, après 1906
Les gîtes d'antimoine d'Aïn Kerma paraissent avoir été redécouverts en 1906, lors de la période d'expansion de la Compagnie des mines de La Lucette. Les recherches furent cependant peu actives jusqu'en 1913, date à partir de laquelle la compagnie s'y investit, car les préparatifs de guerre augmentent la demande d'antimoine, pour durcir le plomb utilisé dans l'armement. La Compagnie des mines de La Lucette lance une étude, menée par le professeur de géologie et de minéralogie Henri Douxami, de l'Université de Lille, sur les minerais de cervantite du Khéneg à Aïn Kerma. 
L'Algérie exportait environ un millier de tonnes d'antimoine avant la Première Guerre mondiale, chiffre qui est multiplié par 28 en deux ans.
La demande d'antimoine s'est intensifiée pendant les hostilités, pour durcir le plomb utilisé dans bon nombre d'armes. La Crise des obus de 1915 est déclenchée par la combinaison d'un important changement de tactique et de matériels de guerre. Des responsables politiques tombent en France et en Angleterre. On leur reproche la pénurie. Louis Loucheur, chef-adjoint de l'artillerie française, organise une filière nouvelle pour doper les capacités de production, faisant appel à de grands industriels comme André Citroën, qui transforme son usine du quai de Javel. Des milliards de billes de plomb durci d'arsenic et/ou d'antimoine sont fabriquées pour les obus Shrapnel, les plus utilisés dans les zones de tranchées, en particulier par André Citroën. 
En 1916, l'Algérie produit à elle seule 28 000 tonnes d'antimoine, mais cette accélération de l'extraction épuise la partie connue des gisements, ou semble le faire, comme à Aïn Kerma. La mine du Djebel Hammimat, elle, est même mise sous séquestre car elle avait été reprise vers 1911 par la Société des Mines de Sakamody, soutenue financièrement par la banque Beer, Sondheimer et Cie, basée à Francfort.
Confrontée aux énormes besoins de guerre, la Compagnie des mines de La Lucette doit aussi trouver le moyen de traiter le minerai à grande échelle. Elle loue en mai 1915 les installations d'une fonderie d'antimoine à Langeac, en Haute-Loire. Cette fonderie, arrêtée depuis janvier 1915, va nécessiter d'importants travaux de remise en état. La production, effectuée à partir de minerais algériens, redémarre en août pour les essais. En octobre 1915, la production était de 100 tonnes de régule d'antimoine et 150 tonnes de plomb arsénieux. 
Après-guerre, la consommation d'antimoine et les cours mondiaux chutent, les gisements étant de toute façon épuisés. L'usine de Langeac est fermée en 1919. Pour relancer l'extration, l'État français prend le décret du 28 août 1920, créant 7 concessions en Algérie, dont 4 d'antimoine. Le décret du 26 janvier 1923 institue la concession  d'Aïn Kerma, et sa commune limitrophe Bizot, sur une étendue de 388 hectares, à une petite vingtaine de kilomètres de Constantine (Algérie). La concession est donnée à la Société des mines d'Aïn-Kerma, basée au 4 rue de Rome à Paris, au capital de 1 million de francs, en 10 000 actions de 100 francs. Filiale de la Compagnie des mines de La Lucette, créée à cet effet, elle est surtout propriétaire de l'importante la mine du Nador N'Baïls. Comme la production d'antimoine de son gisement de Mayenne est en fin de vie, la Compagnie des mines de La Lucette doit investir dans les gisements algériens, ou en achète la production, pour ne pas perdre sa fonderie.
En 1919 et 1920, après les gros efforts consentis pendant la Première Guerre mondiale, la mine du Nador N'Baïls et celle du Djebel Hammimat produisaient ensemble encore 2 000  à   3 000 tonnes d'antimoine par an, puis c'est 3 000 tonnes en 1924.
La Compagnie des mines de La Lucette a ensuite augmenté les quantités produites sur ces deux sites, à partir des années 1930, qui verront l'extraction augmenter encore plus, à partir de 1936, à Aïn Kerma, mine où des spécimens de valentinite, en agrégats de cristaux aciculaires, seront exploités en tant que minerai,. 
La mine d'Aïn Kerma, à première vue épuisée rapidement pendant la Première Guerre mondiale, a fait l'objet en 1929 d'une mission d'un jeune attaché de direction de la Compagnie, venu de la Compagnie du Boléo. Ensuite, les cours de l'antimoine chutent dans le sillage du Krach de 1929. La mine d'Aïn Kerma est rouverte en 1932, puis relancée en 1936 par la découverte d'une très importante prolongation de son gisement, grâce au géologue M.Deleau, sous la direction de Pierre Thiéry. Une campagne de sondages au diamant est entreprise au début de 1937. En 1937, la compagnie acquiert le gisement du Djebel Hammimat.
Une ligne à haute tension de 6 kilomètres de long est alors déployée pour alimenter les équipements de la mine d'Aïn-Kerma, ce qui permet d'installer l'éclairage pour les 3 000 habitants du village. La mine va produire 44 000 tonnes de minerai oxydé à 40 % d'antimoine, appelé cervantite, entre 1915 et 1945 (principalement sur neuf ans, de 1936 à 1945). Elle sert de base de liaison au site archéologique romain de Tiddis, tout proche, inauguré en avril 1941 par l'archéologue André Berthier. Fin 1942, le personnel de la mine est mobilisé dans l'Armée d'Afrique du Nord. La mine doit fermer en mai 1945, car la fin de la Seconde Guerre mondiale diminue la demande et fait brusquement chuter les cours mondiaux. Puis elle rouvre en 1947. De nouveaux usages pour l'Ignifugation des textiles et les matières plastiques prendront, peu à peu le relais, grâce aux normes anti-incendie, ce qui permet à la fonderie de Laval de tourner toujours à plein régime.
Progressivement, la mine du Nador N'Baïls monte à son tour en puissance, avec une production deux fois plus massive que celle d'Aïn Kerma, mais d'une teneur environ trois fois moins élevée. Alors qu'elle produisait, au début, surtout du zinc, la mine du Nador N'Baïls devient peu à peu le principal fournisseur d'antimoine d'Algérie, avec 6 000 tonnes par an, soit l'équivalent de la consommation totale française et toujours 5 517 tonnes en 1956, année où le conseil d'administration examine une proposition de fondre l'antimoine sur place, plutôt que l'acheminer par camions, trains et bateaux vers la fonderie de Laval, via le port d'Annaba. La mine du Nador N'Baïls est pillée par un commando du FLN le 8 novembre 1954 et immédiatement placée sous la protection d'un détachement de l'armée française, qui y restera huit ans, jusqu'en 1962. En 1959, avec l'autre principal gisement algérien de la compagnie, celui d'Aïn Kerma, elle produit 8 200 tonnes par an, malgré la guerre d'Algérie.
Après les Accords d'Évian de 1962, c'est essentiellement la mine du Nador N'Baïls qui a été exploitée, en raison de la facilité offerte par la présence d'autres métaux, et surtout grâce à la ligne de chemin de fer reliant Guelma au port Annaba. Sa production a chuté à 640 tonnes en 1962 puis plus rien en 1963, contre 2 224 tonnes en 1961, avant de remonter à 1 380 tonnes en 1968. Elle fournissait 100 % de la production d'antimoine algérien en 1970. En 2011, la production mondiale d'antimoine, d'environ 160 000 tonnes, soit cinq fois ce que l'Algérie produisait à elle seule en 1917, était concentrée à plus de 90 % en Chine et à 3 % en Bolivie.

### Autres articles sur l’histoire des matières premières
- Histoire des mines d'argent
- Histoire de la culture du cacao
- Histoire de la caféiculture
- Histoire de la culture de l'hévéa
- Histoire de la culture des céréales
- Histoire de la culture du coton
- Histoire de la laine et du drap
- Histoire des mines d'or
- Histoire de la soie
- Histoire de la culture des plantes sucrières
- Histoire de la culture du tabac
- Histoire de la production du cuivre
- Histoire des mines de bauxite
- Histoire de la production hydroélectrique dans le monde
- Histoire de la production d'aluminium
- Histoire de la production de zinc